# یوزی
یوزی (به عبری: עוזי تلفط: عوزی) خانواده‌ای از مسلسل‌های دستی و تپانچه مسلسل‌های ساخت اسرائیل است. این مسلسل محصول صنعت اسلحه‌سازی ابتدایی اسرائیل در دههٔ ۱۹۵۰ است که به طرز غیرمنتظره‌ای به یکی از موفق‌ترین مسلسل‌های تاریخ تبدیل شد. مخترع مسلسل یوزی، یک یهودی اسرائیلی آلمانی‌ تبار به‌ نام عوزی گال بود که مسلسل یوزی را در سال ۱۹۴۸ طراحی کرد. عوزی گال بنابر وصیتش امتیاز اسلحهٔ یوزی را در اختیار وزارت دفاع اسرائیل قرار داد. اما مسلسل یوزی تنها نامش را از مخترعش نگرفته‌است و نام «عوزی» در زبان عبری مخفف اسم عوزیئل (עֻזִּיאֵל) است و به‌معنای «خداوند قدرت من است». یوزی از جمله مسلسل‌هایی است که می‌توان روی آن صداخفه‌کن نصب کرد.
نخستین پیش‌نمونه یوزی در سال ۱۹۵۰ ساخته شده و بلافاصله برای آزمایش عملی در اختیار تعدادی از واحدها گذاشته شد. نوع بهینه شده‌ای از یوزی کمی قبل از بحران سوئز تولید شد و قابلیت بالای آن در جنگ در شبه‌جزیره سینا مشخص شد. این سلاح نه تنها اعتمادپذیری بسیار بالایی داشت بلکه در مقایسه با مسلسل‌های دستی دیگر بسیار دقیق بود و بلافاصله توجه جامعهٔ بین‌المللی را به‌خود جلب کرد. در دههٔ ۱۹۶۰ یک قنداق جدید فلزی، جایگزین قنداق چوبی شد و شرکت اف‌ان ارستال بلژیک امتیاز تولید این مسلسل را دریافت کرد. مدل‌هایی از این سلاح از جمله مدل کوچک‌تر و سبک‌تری به‌نام مینی یوزی و مدل باز هم کوچک‌تری به‌نام میکرو یوزی تولید شدند. یوزی مورد توجه نیروهای ویژه و سرویس‌های امنیتی هم قرار دارد و از سلاح‌های آشنا و معروفی است که در بسیاری از فیلم‌های معروف سینمایی هم دیده می‌شود.

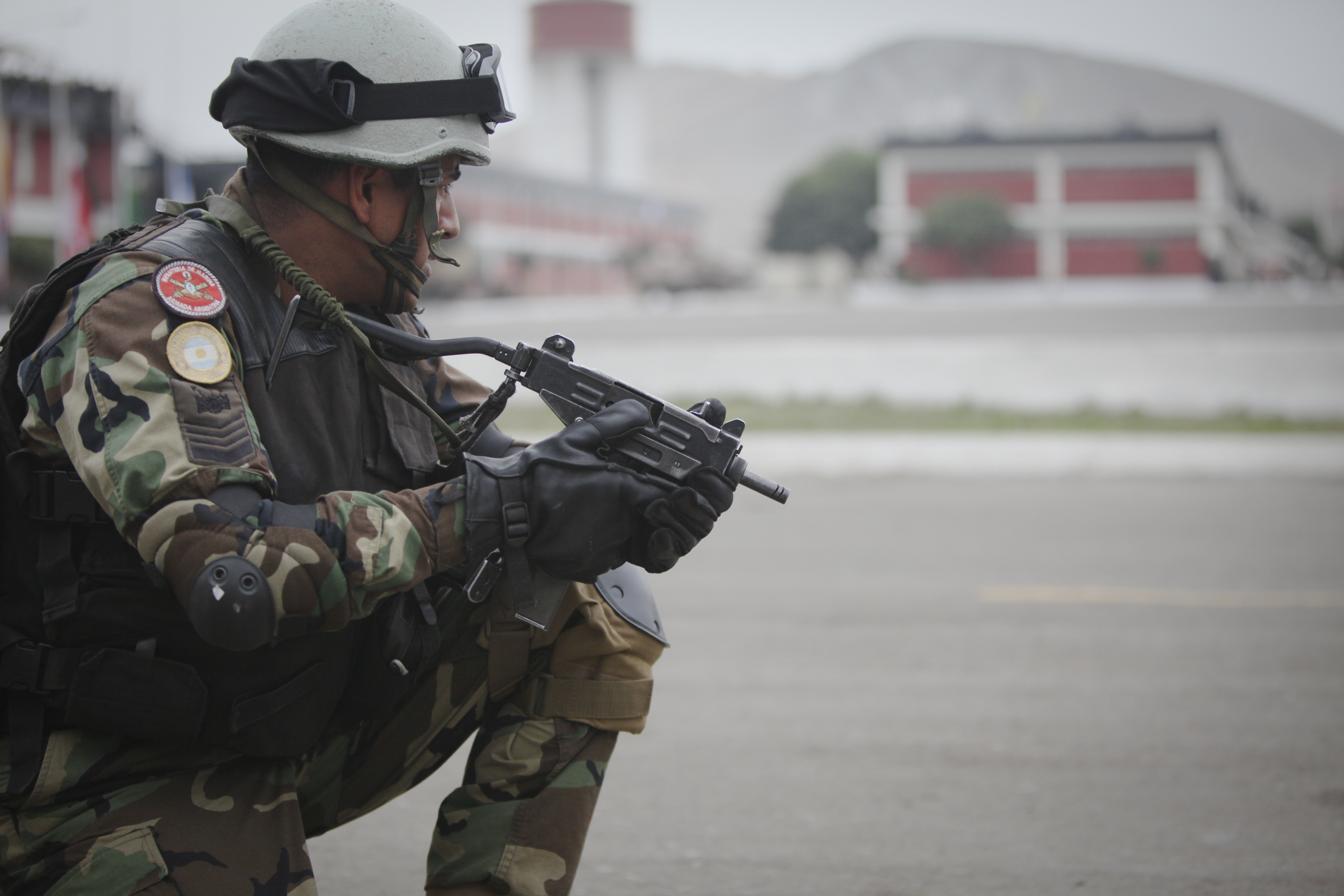
میکرو یوزی در دست یک افسر نیروهای ویژهٔ آرژانتین

خشاب یوزی در داخل قبضه قرار گرفته و تقریباً در مرکز اسلحه قرار دارد که باعث لرزش کمتر اسلحه در هنگام شلیک و در نتیجه شلیک آسان‌تر و دقیق‌تر می‌شود. مدل اصلی یوزی با کالیبر ۹ میلی‌متری ساخته شده و از فشنگ پارابلوم ۹×۱۹ میلی‌متری استفاده می‌کند. برد مفید آن ۲۰۰ متر و سرعت خروج فشنگ از دهانهٔ تفنگ، ۴۰۰ متر بر ثانیه است. طول یوزی با قنداق باز ۶۷ سانتی‌متر و با قنداق بسته ۴۵ سانتی‌متر و وزن آن ۳٫۷ کیلوگرم است. نیروهای مسلح بیش از ۹۰ کشور دنیا از اسلحه یوزی استفاده کرده یا هنوز در حال استفاده از آن هستند. بسیاری از منابع گفته‌اند که عوزیئل گال در طراحی یوزی از مسلسل ساخت چکسلواکی اس آ.۲۳ الهام گرفته‌است اما اس‌آ. ۲۳ در سال ۱۹۴۸ وارد خدمت نظامی شده و تولید آن از سال ۱۹۴۹ شروع شد در نتیجه بعید به‌نظر می‌رسد عوزیئل گال این مسلسل را قبل از طراحی یوزی دیده باشد. ضمناً از سال ۱۹۴۴ بریتانیایی‌ها شروع به طراحی مسلسل‌هایی با اصول کلی مشابه با یوزی کرده بودند و ممکن است عوزیئل گال با کارهای آن‌ها آشنا بوده باشد. این احتمال نیز وجود دارد که او به‌طور کامل این مسلسل دستی را از خود ابداع کرده باشد به ویژه با توجه به طرح کلاسیک یوزی که از ۵۰ سال قبل در سلاح‌های کمری نیمه‌اتوماتیک استفاده می‌شد.
این سلاح تا سال ۲۰۰۳ در ارتش اسرائیل مشغول به خدمت‌رسانی بوده‌است.

## ویژگی‌ها
1. قدرت آتش متمرکز و پراکنده
2. کوتاهی لوله و کمی وزن، امکان استفاده در وضعیت‌های مختلف را به تیرانداز می‌دهد.
3. عمل با گلنگدن باز از محاسن این نوع مسلسل است به همین دلیل احتیاج به عوامل خنک‌کننده ندارد.
4. با تعبیهٔ گیرهٔ اطمینان در گلنگدن، از بازشدن بی‌موقع آن و اجرای آتش در اثر ضربه یا تکان‌های شدید، جلوگیری می‌نماید.
5. با اتخاذ تدابیر فنی خاص در دستگیرهٔ آتش، امکان حمل سلاح مسلح را با تأمین کافی به تیراندازی می‌دهد و سبب می‌گردد که سلاح در مدت بسیار کوتاهی شروع به تیراندازی کند.
6. قرار گرفتن خشاب در مرکز و وجود تعادل در اسلحه از محاسن این سلاح است.
7. در مسلسل دستی یوزی یک ضامن کفی دستی که ضامن قبضه‌ای می‌نامند وجود دارد که کارکرد اسلحه را خیلی مطمئن‌تر می‌سازد یعنی برای شلیک اسلحه، چکاندن ماشه به تنهایی کافی نیست و باید دست، پشت قبضهٔ تپانچه‌ای‌شکل را کاملاً گرفته باشد در غیر این‌صورت اگر ماشه هم چکانده شود گلوله شلیک نخواهد شد.
8. دو نوع قنداق در مسلسل یوزی وجود دارد که یکی چوبی و دیگری تاشو است. طول قنداق‌ها اکثراً ۲۰ سانتی‌متر است .(به‌استثنای مدل‌های کوچک و مدل‌های خاصی که قنداق‌های طویل‌تر داشتند) ولی بعد از سال ۱۹۶۰ که در فرم گلنگدن و برگهٔ ناظم آتش یوزی تغییر داده شده قنداق‌ها همگی تاشو و فلزی گردیدند.
9. در ساختمان یوزی استفادهٔ ماهرانه و صحیحی از ورقهٔ فولاد پرس‌شده گردیده‌است و پلاستیک مورد استفاده در ساختار جادستی دست چپ (روکش زیرین) و روکش قبضهٔ تپانچه‌ای‌شکل به‌خوبی در مقابل حرارت مقاوم است.
10. دارای دو روزنهٔ دید است که به حول محور خود می‌چرخد و در پشت هر دو روزنهٔ دید، یکی عدد ۱۰۰ و دیگری عدد ۲۰۰ نوشته شده که برد مؤثر یوزی است. اگر روزنهٔ دید، شکسته شود محور مربوطه که پیچی است بیرون آورده و یک روزنهٔ دیگر جایگزین می‌شود.

## کاربران

### آفریقا
- الجزایر[۵]
- آنگولا[۶]
- بوتسوانا[۷]
- بوروندی: شورشیان بروندی[۸]
- کامرون[۹][۱۰]
- جمهوری آفریقای مرکزی[۶]
- چاد[۶][۱۱]
- جمهوری دموکراتیک کنگو[۶]
- اریتره[۶]
- اتیوپی[۶]
- گابن[۶]
- کنیا[۶][۱۱]
- لسوتو[۱۲]
- لیبریا[۶]
- نیجر[۶]
- نیجریه[۶]
- رواندا[۶]
- سیرالئون: (نسخه‌های تولید کرواسی)[۱۳]
- سومالی[۶]
- آفریقای جنوبی:[۱۱] تولید تحت لیسانس[۵]
- سودان[۶]
- اسواتینی[۶]
- توگو[۶]
- اوگاندا[۶]
- زیمبابوه[۶]
  -  رودزیا: کاربر پیشین، تولید تحت لیسانس[۱۴]

## نگارخانه

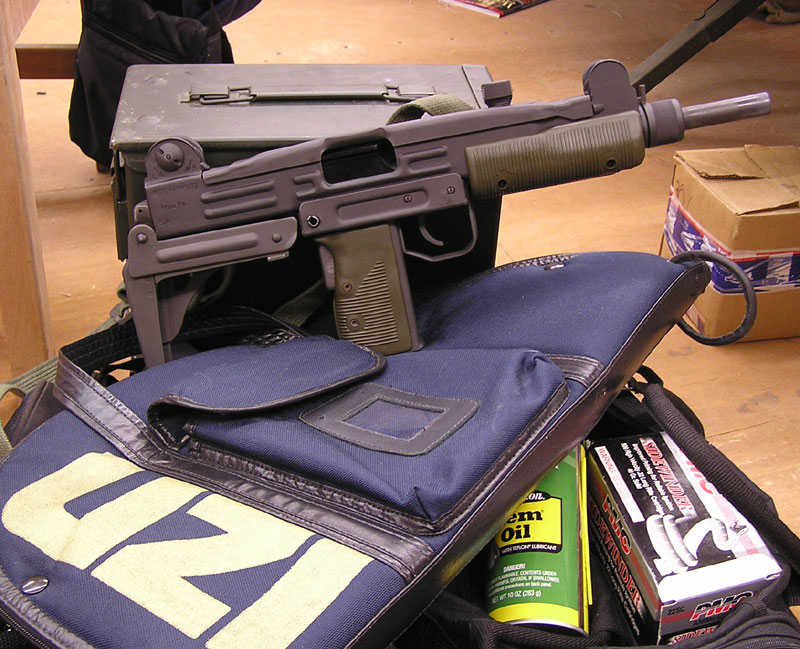
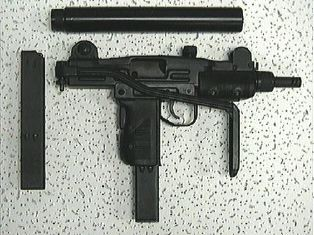
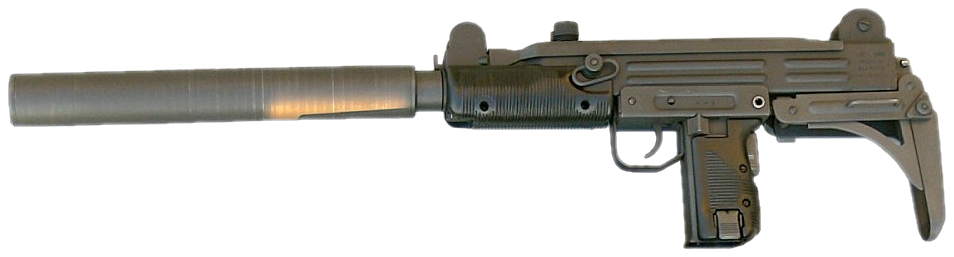
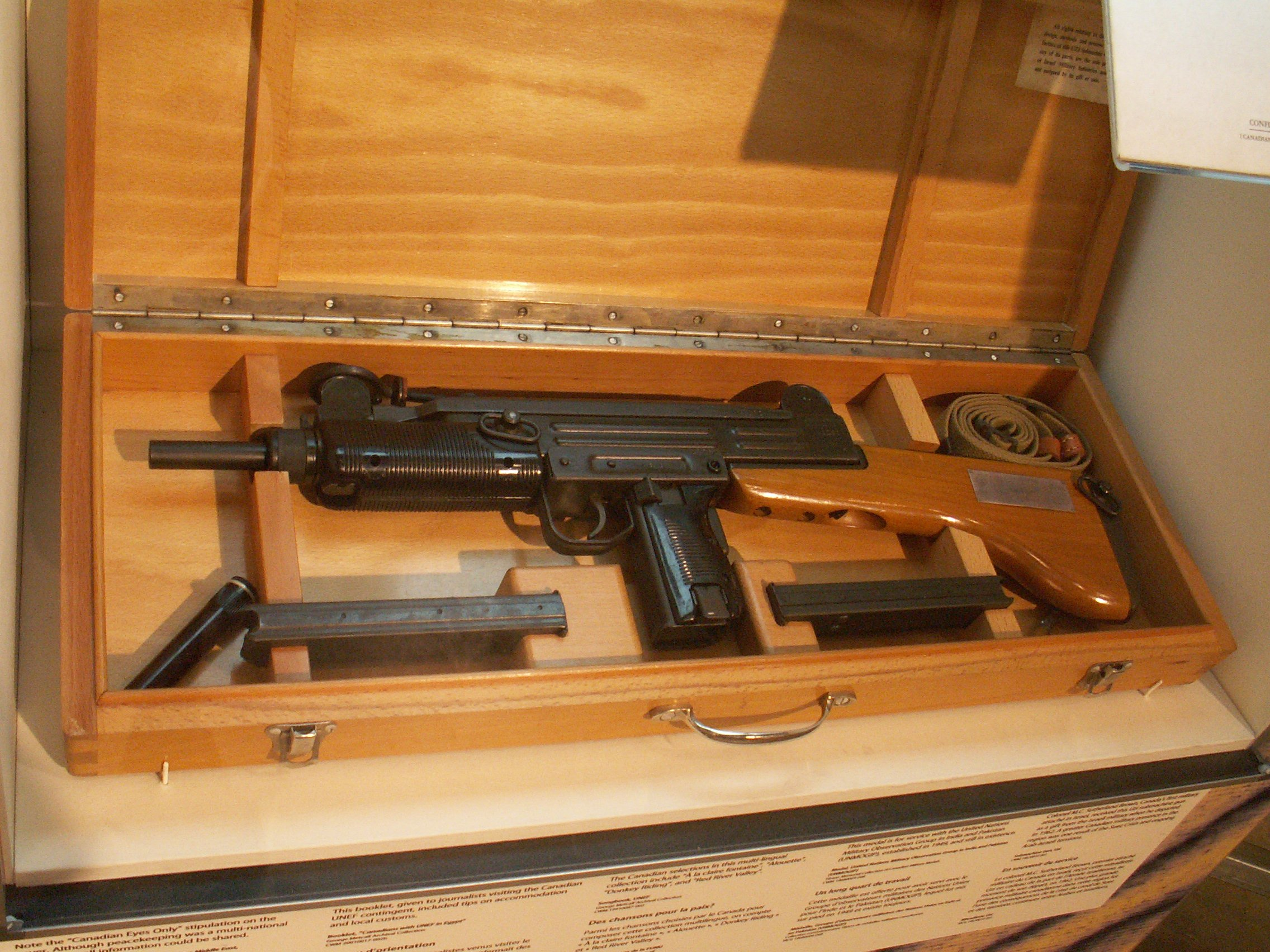
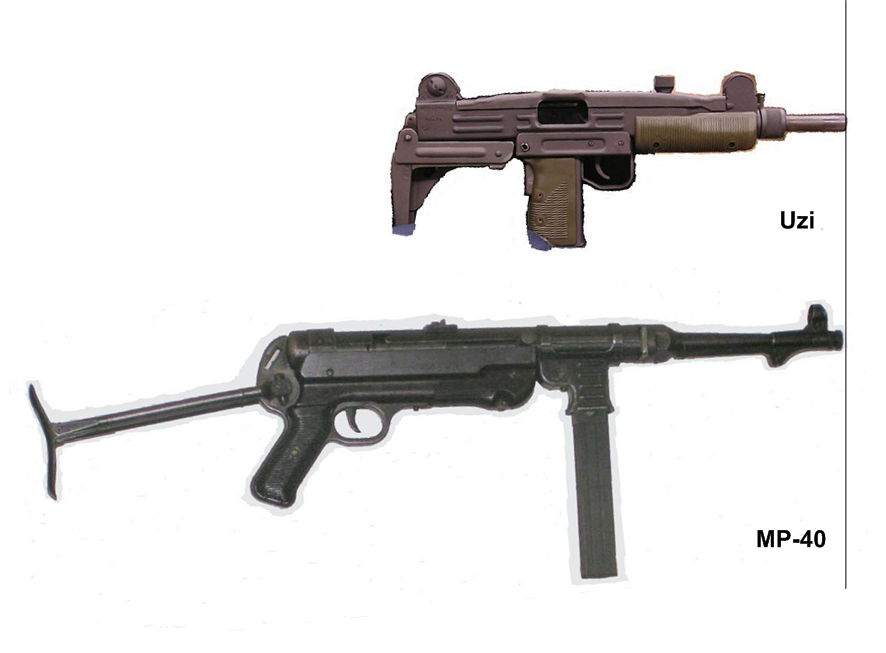
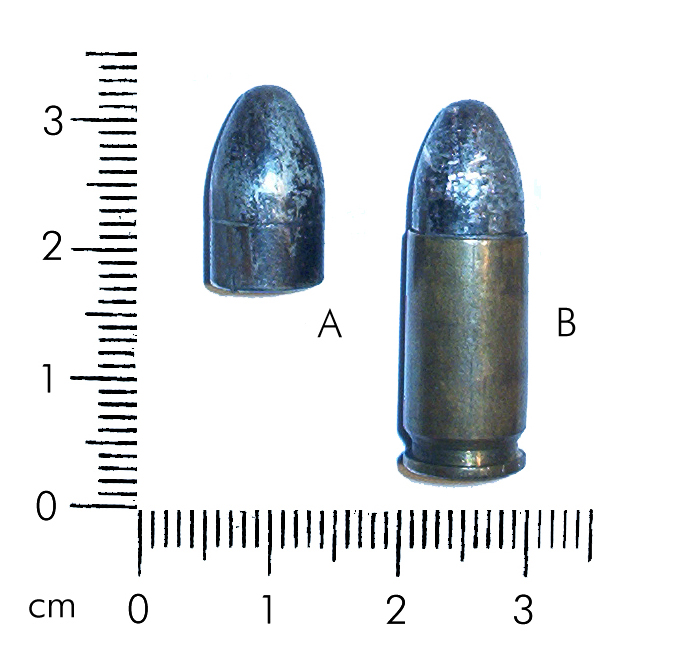
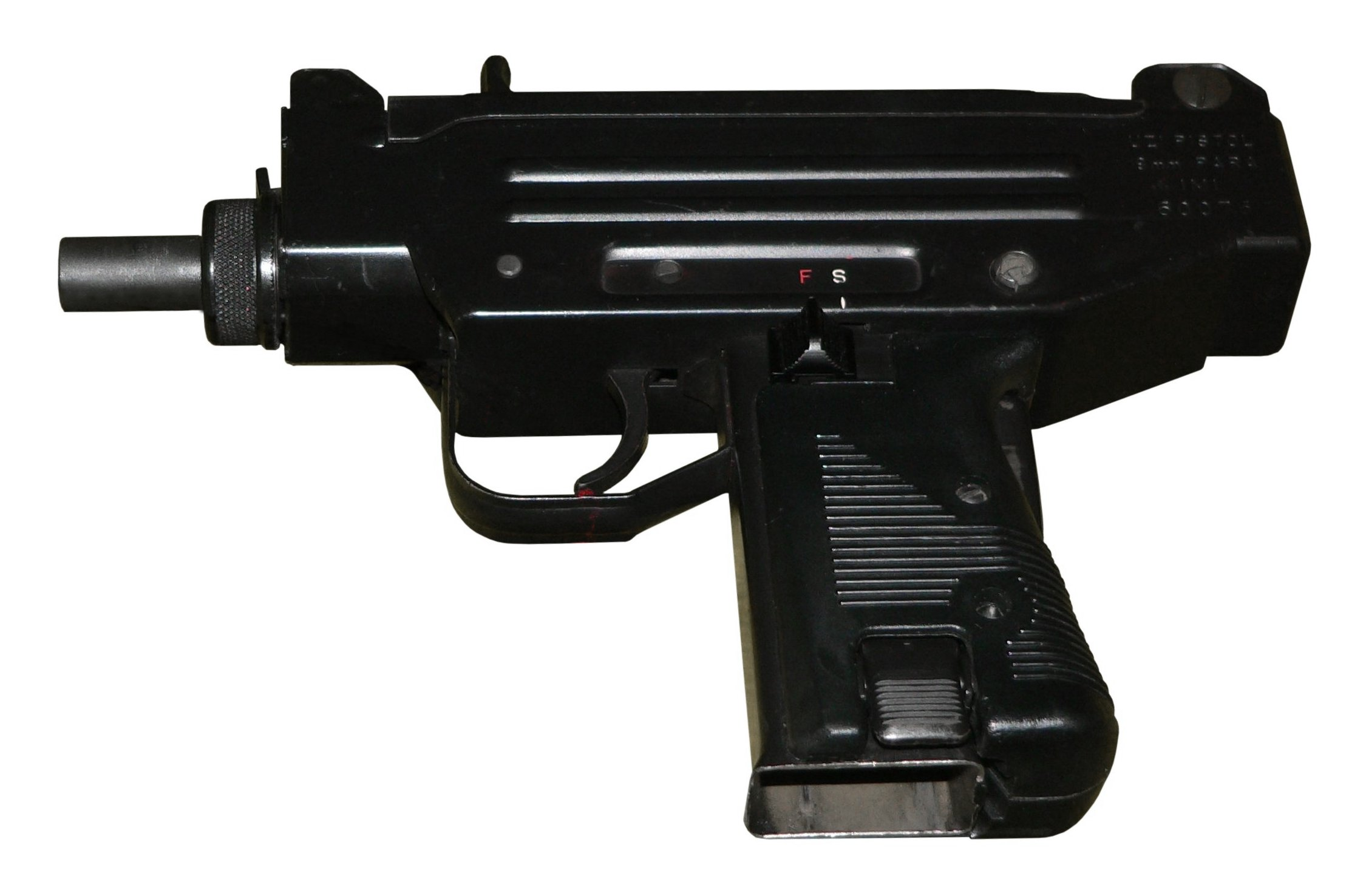
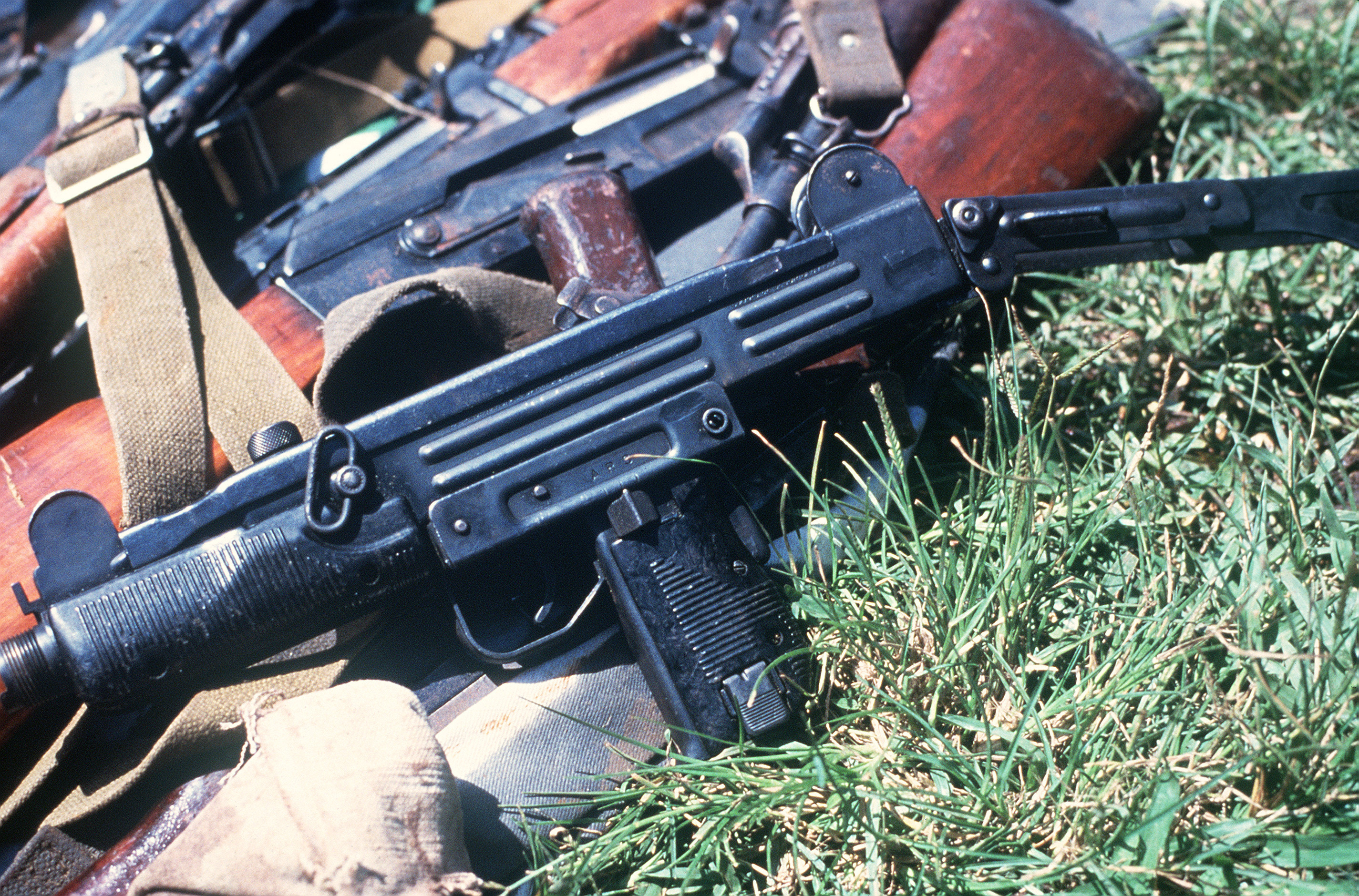
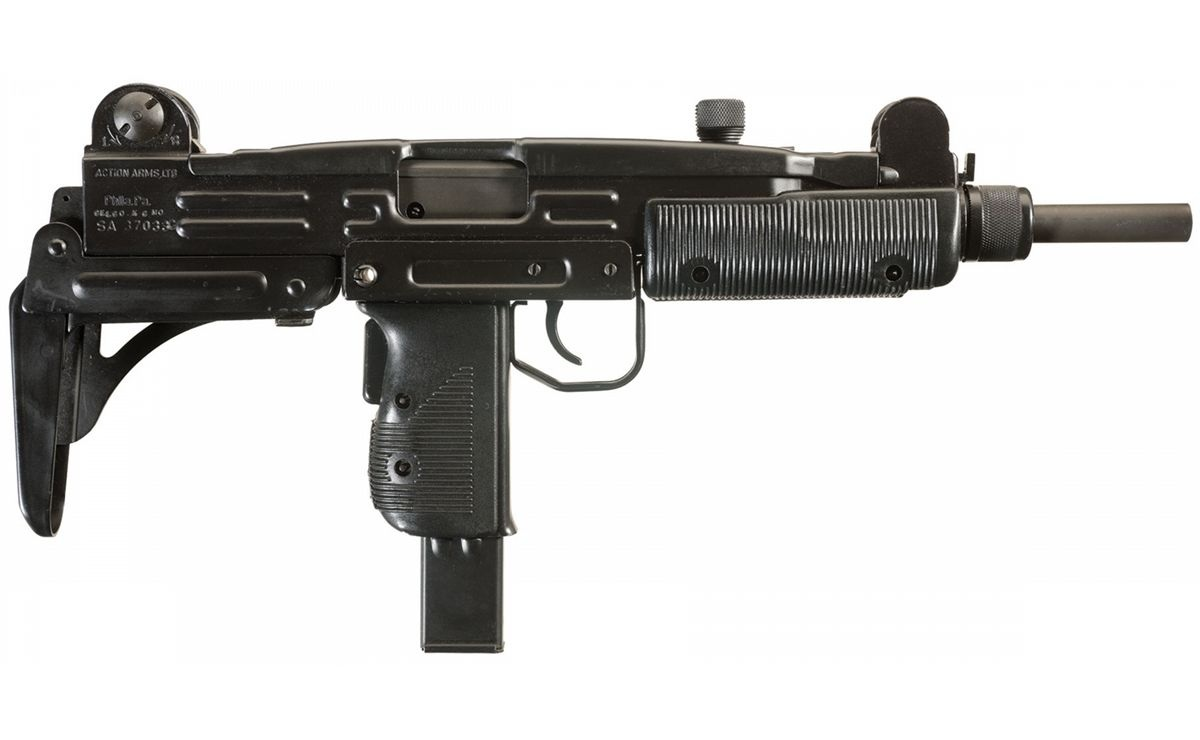

### آسیا
- جمهوری آذربایجان[۵]
- کامبوج[۵]
- هند
- اندونزی[۶]
- عراق[۵]
- ایران[۱۵]
- اسرائیل
- میانمار
- فیلیپین[۶]
- سری‌لانکا[۶]
- سوریه: کاربری محدود[۵][۱۶]
- تایوان[۶]
- تایلند[۱۵][۶]
- ویتنام
- ترکیه[۵]

### اروپا
- بلژیک
- کرواسی
- استونی
- فرانسه[۵][۱۶]
- آلمان
- یونان[۵]
- جمهوری ایرلند
- ایتالیا
- لیتوانی
- لوکزامبورگ[۶]
- مالت[۶]
- هلند[۱۵][۱۷]
- لهستان[۵]
- پرتغال: ارتش پرتغال.[۶][۱۸]
- رومانی
- صربستان
- بریتانیا[۵]

### آمریکای شمالی و مرکزی
- برمودا
- کاستاریکا[۵]
- کوبا[۱۹]
- جمهوری دومینیکن[۶]
- السالوادور[۶]
- گواتمالا[۶][۱۱]
- هائیتی
- هندوراس
- نیکاراگوئه[۶]
- پاناما[۶]
- ایالات متحده آمریکا[۵]

### اقیانوسیه
- استرالیا[۱۶][۲۰]
- فیجی[۲۱]
- تونگا[۲۲]

### آمریکای جنوبی
- آرژانتین[۵]
- بولیوی[۶]
- برزیل
- شیلی[۶]
- کلمبیا[۶]
- اکوادور[۶][۱۱]
- پاراگوئه[۶][۱۱]
- پرو.[۶]
- سورینام[۶]
- اروگوئه[۶]
- ونزوئلا[۱۵][۶]